# 토홀라발어
토홀라발어(Tojolabʼal)는 멕시코 치아파스주에서 쓰이는 마야어족 언어로, 토홀라발족이 사용한다. 과테말라의 추흐어와 가까운 관계이다. 2010년 인구조사에 따르면 토홀라발어 사용 인구는 약 5만 명이다. 치아파스주에서도 특히 라스마르가리타스시(市)의 치아파네칸 콜로니아에서 약 2만 명이 사용한다.
토홀라발이라는 이름은 “올바른 언어”라는 뜻이다. 19세기 문헌에서는 토홀라발어와 그 화자들을 “차네아발”(Chaneabal, “네 개의 언어”라는 뜻으로, 치아파스 고지대 및 인근 과테말라 국경의 저지대에서 쓰이는 초칠어·첼탈어·추흐어·토홀라발어를 가리키는 것일 수도 있다.)이라 부르기도 한다.
멕시코의 국립 원주민 연구소(CDI)에서 운영하는 라스마르가리타스의 라디오 방송국 XEVFS에서 토홀라발어로 라디오 방송을 진행하고 있다.

## 참고 문헌
- Lenkersdorf, Carlos (1996). 《Los hombres verdaderos. Voces y testimonios tojolabales. Lengua y sociedad, naturaleza cite y cultura, artes y comunidad cósmica》. Mexico City: Siglo XXI. ISBN 968-23-1998-6.
- Furbee-Losee, Louanna (1976). 《The Correct Language: Tojolabal. A Grammar with Ethnographic Notes》. New York: Garland Publishing.